# Agrypnia glacialis
Agrypnia glacialis is een schietmot uit de familie Phryganeidae. De soort komt voor in het Nearctisch gebied.